# Кеннебек (округ)
Ке́ннебек (англ. Kennebec County) — округ, расположенный в штате Мэн, США с населением в 117 114 человек по данным переписи населения 2000 года.
Административным центром округа является город Огаста.

## География
По данным Бюро переписи населения США, общая площадь округа — 2464 км², из которых: 2247 км² — земля и 217 км² (8,79 %) — вода.

### Соседние округа
- Сомерсет — север
- Уолдо — восток
- Сагадахок — юг
- Линкольн — юг
- Андроскоггин — юго-запад
- Франклин — северо-запад

## Демография

Распределение населения округа по возрастным диапазонам

По данным переписи населения 2000 года в округе Йорк проживало 117 114 человек, 31 327 семей, насчитывалось 47 683 домашних хозяйства и 56 364 жилых дома. Средняя плотность населения составляла 52 человека на один квадратный километр. Расовый состав округа по данным переписи распределился следующим образом: 97,45 % белых, 0,34 % чёрных или афроамериканцев, 0,4 % коренных американцев, 0,59 % азиатов, 0,02 % жители Океании, 1,02 % смешанных рас, 0,18 % — других народностей. Испано- и латиноамериканцы составили 0,73 % от всех жителей округа.
Из 47 683 домашних хозяйств в 31,2 % — воспитывали детей в возрасте до 18 лет, 51,6 % представляли собой совместно проживающие супружеские пары, в 10 % семей женщины проживали без мужей, 34,3 % не имели семей. 27,6 % от общего числа семей на момент переписи жили самостоятельно, при этом 10,6 % составили одинокие пожилые люди в возрасте 65 лет и старше. Средний размер домашнего хозяйства составил 2,38 человек, а средний размер семьи — 2,89 человек.
Население округа по возрастному диапазону по данным переписи 2000 года распределилось следующим образом: 23,8 % — жители младше 18 лет, 8,5 % — между 18 и 24 годами, 28,6 % — от 25 до 44 лет, 24,9 % — от 45 до 64 лет и 14,2 % — в возрасте 65 лет и старше. Средний возраст жителей округа составил 39 лет. На каждые 100 женщин в округе приходилось 94 мужчины, при этом на каждых сто женщин 18 лет и старше приходилось 90,8 мужчин также старше 18 лет.
Средний доход на одно домашнее хозяйство в округе составил 36 498 долларов США, а средний доход на одну семью в округе — 43 814 долларов. При этом мужчины имели средний доход в 32 279 доллар в год против 24 032 долларов среднегодового дохода у женщин. Доход на душу населения в округе составил 18 520 долларов США в год. 8,5 % от всего числа семей в округе и 11,1 % от всей численности населения находилось на момент переписи населения за чертой бедности, при этом 13,2 % из них были моложе 18 лет и 10,2 % — в возрасте 65 лет и старше.